# Billy the Kid (film fra 1911)
 For alternative betydninger, se Billy the Kid (flertydig). (Se også artikler, som begynder med Billy the Kid)
Billy the Kid er en amerikansk stumfilm fra 1911 af Laurence Trimble.
Filmen er løst baseret på legenden om Billy the Kid (William Bonney). Hovedrollen som Billy the Kid spilles af skuespillerinden Edith Storey.
Filmen anses tabt.

## Medvirkende
- Tefft Johnson som Lee Curtis
- Edith Storey som Billy
- Ralph Ince
- Julia Swayne Gordon
- William R. Dunn